# اشتفان ووکوویچ
اشتفان ووکوویچ (آلمانی: Stephan Vuckovic؛ زادهٔ ۲۲ ژوئن ۱۹۷۲) ورزشکار سه‌گانه اهل آلمان است.